# سیارک ۱۴۳۱۴
سیارک ۱۴۳۱۴ (به انگلیسی: 14314 Tokigawa، نامگذاری:1977DQ3) چهارده هزار و سیصد و چهاردهمین سیارک کشف شده‌است که در ۱۸ فوریه ۱۹۷۷ کشف شد.
قدر مطلق سیارک برابر ۱۳٫۵۰ است.